# Samira Marti

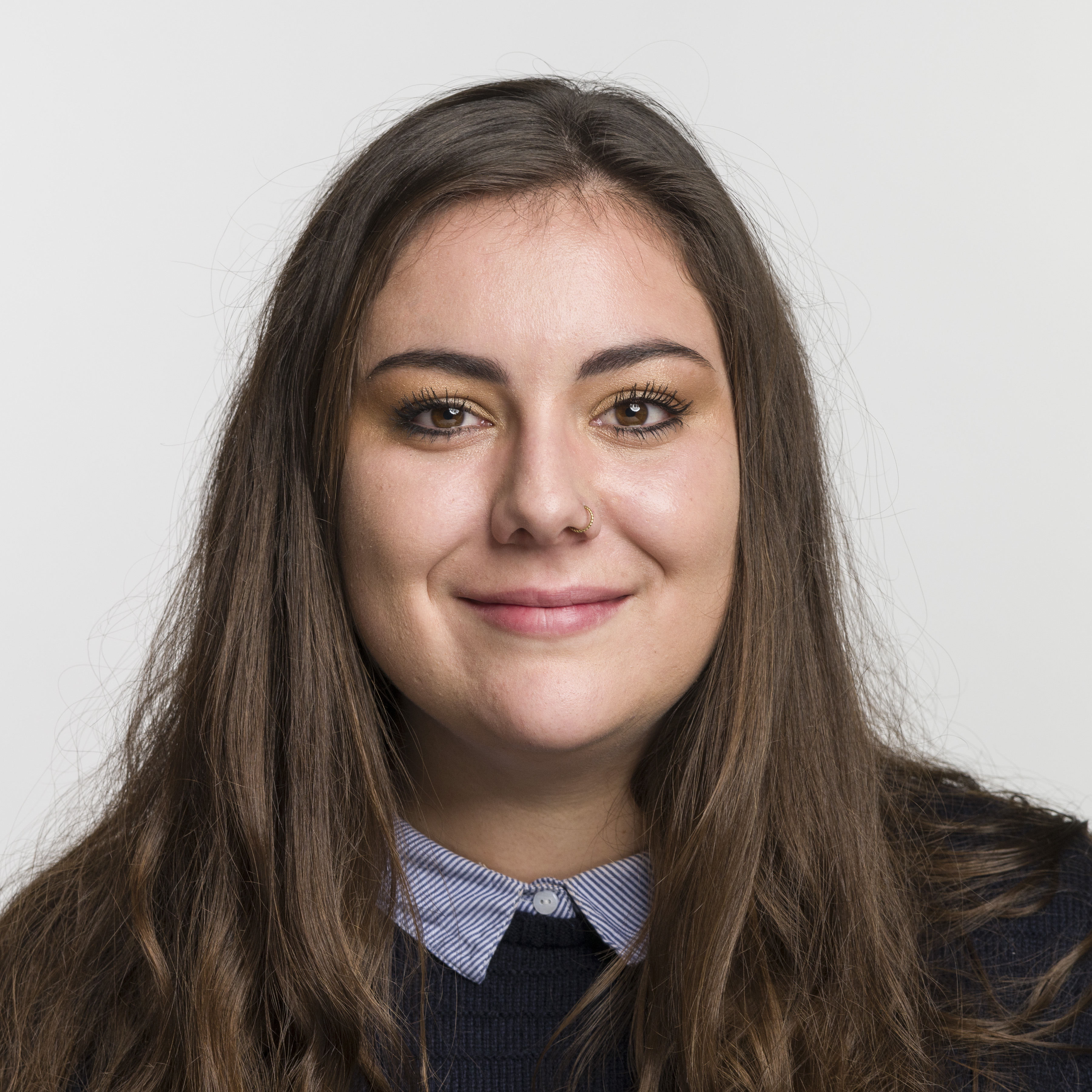
Samira Marti (2019)

Samira Marti (* 23. Januar 1994 in Liestal; heimatberechtigt in Wagenhausen TG) ist eine Schweizer Politikerin (SP) und Ökonomin.

## Leben
Samira Marti wuchs in Ziefen auf und besuchte das Gymnasium Liestal mit Schwerpunkt Musik. Von 2013 bis 2016 absolvierte sie an der Universität Basel das Bachelor-Studium in Wirtschaftswissenschaften und Soziologie. In dieser Zeit bewarb sich Marti für das Amt als Präsidentin der Jungsozialist*innen Schweiz, unterlag bei der Wahl jedoch gegen Tamara Funicello.
Neben ihrem Studium arbeitete Marti unter anderem in der Gastronomie und an der Universität Basel als Hilfskraft im Ressort Chancengleichheit (heute Diversity & Inclusion).
Von 2017 bis 2022 absolvierte sie das Masterstudium in Volkswirtschaftslehre (Hauptfach Economics mit Nebenfach Economic Policy) an der Universität Zürich.
Im Rahmen ihrer Masterarbeit untersuchte sie die Auswirkungen der Vermögenssteuersenkungen auf den Anstieg der Vermögensungleichheit seit 1969 in der Schweiz. Nach Abschluss des Studiums hat Marti diesen Forschungsgegenstand in Zusammenarbeit mit der Ökonomin Isabel Martínez (Konjunkturforschungsstelle KOF) und Ökonom Florian Scheuer (Universität Zürich) weiter untersucht und beim EU Tax Observatory veröffentlicht.

## Politik
Von 2017 bis 2020 war Marti Vize-Präsidentin der SP Baselland. Im Jahr 2018 übernahm sie das Präsidium der Gewerkschaft VPOD Region Basel. Im Januar 2021 gab Marti bekannt, als Präsidentin der Gewerkschaft zurückzutreten.
Marti rückte am 10. Dezember 2018 für die scheidende Susanne Leutenegger Oberholzer in den Nationalrat nach. Sie war nach Pascale Bruderer bei Amtsantritt die zweitjüngste Nationalrätin. Bei den Nationalratswahlen 2019 wurde Marti für eine weitere Amtszeit gewählt, ist jedoch nicht mehr jüngste Parlamentarierin.
Seit ihrem Einzug in den Nationalrat ist Samira Marti Mitglied der Staatspolitischen Kommission des Nationalrats; seit 2023 gehört sie zudem der Kommission für soziale Sicherheit und Gesundheit an. Zudem übernahm sie 2020 das Amt als Vizepräsidentin der Fraktion der SP im Bundeshaus. Per 1. September 2023 übernahm sie zusammen mit Samuel Bendahan das Fraktionspräsidium von Roger Nordmann.